# 穆謝泰什蒂鄉
45°09′N 23°28′E / 45.150°N 23.467°E
穆謝泰什蒂鄉（羅馬尼亞語：Comuna Mușetești, Gorj），是羅馬尼亞的鄉份，位於該國西南部，由戈爾日縣負責管轄，面積92平方公里，海拔高度406米，2007年人口2,205，人口密度每平方公里24人。